# Matthias Peuster
Matthias Peuster (* 1969) ist ein deutscher Kinderarzt, Professor für Kinderheilkunde. Gesundheitsökonom (FH, SRH Riedlingen).

## Leben und Wirken
Nach Studium und Promotion (1996) an der Albert-Ludwigs-Universität Freiburg arbeitete er als Assistenz- und später Oberarzt in Hannover, Göttingen und am Herz- und Diabeteszentrum NRW in Bad Oeynhausen. 2004 habilitierte er sich an der Ruhr-Universität Bochum. Der Titel der Habilitationsschrift lautet: „Korrosion kardiovaskulärer Implantate. Implantatversagen oder neues Prinzip der Biodegradation“.  Im Jahr 2006 wurde er als Direktor der Abteilung für Pädiatrische Kardiologie und Pädiatrische Intensivmedizin an die Kinder- und Jugendklinik der Universität Rostock berufen. Im Jahr 2010 wurde er Associate Professor of Pediatrics and Medicine an der Biomedical Science Division der University of Chicago. Am Comer Children’s Hospital leitete er die Kinderkardiologie und war Direktor des Katheterprogramms für Angeborene Herzfehler. Im Jahr 2013 gründete er die Abteilung für Pädiatrische Kardiologie und Angeborene Herzfehler am Jilin Heart Hospital in Changchun, Jilin Provinz, China und ist seit 2018 Professor und Lehrstuhlinhaber an der Yanbian University, Jilin, China.
Für seine Verdienste um die Verbesserung der medizinischen Versorgung der Bevölkerung in der Provinz Jilin wurde er mehrfach ausgezeichnet, zuletzt im Jahr 2015 mit dem „Changbai Mountain Friendship Award“.
Er forscht an kardiovaskulären Fragestellungen, insbesondere an speziellen Aspekten der Implantattechnik. Wesentliche Schwerpunkte betreffen die Entwicklung von biodegradierbaren Implantaten auf Basis von korrodierenden Metallen. Seine Forschungen, die er in bis jetzt über 70 Originalarbeiten veröffentlichte, führten  zu einigen Patentanmeldungen.